# Thủy điện Đồng Nai 2
Thủy điện Đồng Nai 2 là công trình thủy điện xây dựng trên sông Đồng Nai (hay sông Đa Dâng), tại vùng đất xã Tân Thượng huyện Di Linh và Tân Thanh huyện Lâm Hà, tỉnh Lâm Đồng, Việt Nam . Đó là bậc thang thủy điện thứ 3 tính từ thượng nguồn sông Đa Dâng, sau các thủy điện Đa Nhim (Đơn Dương) và Đại Ninh.
Thủy điện Đồng Nai 2 có công suất 70 MW với 2 tổ máy, khởi công tháng 12/2007, hoàn thành và chính thức phát điện tháng 10/2015 . Công trình thuộc sở hữu tư nhân và tháng 11/2014 đã từng công bố đã "đi vào hoạt động" .

## Hồ chứa nước
Đập thủy điện Đồng Nai 2 tạo ra hồ chứa nước có diện tích lưu vực 3.793 km², dung tích hồ chứa 281 triệu m³, mực nước dâng bình thường 680 m, mực nước chết 665 m .

## Sự cố liên quan
Cuối tháng 10/2016 thủy điện Đồng Nai 2 tích nước quá mức gây ngập vườn dân ở huyện Lâm Hà, từ 25/10 và đến trưa 11/11/2016 vẫn đang ngập, mực nước cao hơn mức cho phép khoảng 60 cm .